# آندره‌آ (ملاکی)
آندره‌آ (به لاتین: Andrea) یک منطقهٔ مسکونی در ماداگاسکار است که در ملاکی (ماداگاسکار) واقع شده‌است. آندره‌آ ۶٬۵۲۶ نفر جمعیت دارد و ۶۱ متر بالاتر از سطح دریا واقع شده‌است.